# Oroscopa taenaria
Oroscopa taenaria är en fjärilsart som beskrevs av Heinrich Benno Möschler 1880. Oroscopa taenaria ingår i släktet Oroscopa och familjen nattflyn. Inga underarter finns listade i Catalogue of Life.